# حسيكة بسيطة الأوراق
حسيكة بسيطة الأوراق (الاسم العلمي:Bidens simplicifolia) هي نوع من النباتات تتبع جنس الحسيكة من الفصيلة النجمية.